# Alex Oriakhi
Alex Oriakhi Jr. (Lowell, Massachusetts, 21 de junio de 1990) es un jugador de baloncesto estadounidense que actualmente se encuentra sin equipo. 

## Trayectoria
Oriakhi jugó para los equipos de la Brooks School y de la Tilton School, siendo invitado al McDonald's All-American Game y al Jordan Classic de 2009. 
Considerado uno de los mejores jugadores estadounidenses de su clase, fue reclutado por la Universidad de Connecticut. Sin embargo sólo jugó con los Huskies sus temporadas como freshman, sophomore y júnior. En la primera promedió 5 puntos y 6,6 rebotes por juego, mientras que en la segunda promedió 9,6 puntos, 8,7 rebotes (segundo en el Big East) y 1,6 tapones por juego, y en la tercera promedió 6,7 puntos, 4,8 rebotes y 1,3 tapones por partido.
El 14 de abril de 2012 la cadena ESPN publicó una noticia anunciando que Oriakhi iba a ser traspasado a Missouri para su temporada de sénior.

## Carrera profesional
Fue seleccionado en Draft de la NBA de 2013 por los Phoenix Suns en el puesto 57 de la 2° ronda. Sin embargo, tras jugar en la NBA Summer League de ese año, Oriakhi fue desvinculado del equipo. 
Luego de un paso breve y fallido por Francia e Israel, en diciembre de 2013 fue fichado por los Erie BayHawks de la NBA D-League. Sin embargo en febrero fue transferido al Sioux Falls Skyforce. Al término de la temporada fue incluido en el mejor quinteto de novatos de la liga.
Los derechos deportivo de Oriakhi fueron transferidos de los Phoenix Suns a los Sacramento Kings, razón por la cual actuó en la NBA Summer League de 2014 como miembro de ese último equipo. De todos modos, sin lugar en el equipo, partiría hacia Lituania para incorporarse al KK Pieno žvaigždės.

## Estadísticas
| Temporada | Equipo   | Conferencia             | Partidos | MIN  | TC  | TCA | %TC  | 3P | 3PA | %3P  | TL  | TLA | %TL  | REB | ASIS | ROB | TAP | PER | FP  | PTS  |
| 2009-10   | UConn    | Big East Conference     | 34       | 24.6 | 1.9 | 4.0 | .460 | 0  | 0   | .000 | 1.3 | 2.4 | .538 | 6.6 | 0.4  | 0.4 | 1.6 | 1.0 | 2.7 | 5.0  |
| 2010-11   | UConn    | Big East Conference     | 41       | 29.5 | 3.7 | 7.4 | .507 | 0  | 0   | .000 | 2.1 | 3.4 | .630 | 8.7 | 0.4  | 0.4 | 1.6 | 1.1 | 2.5 | 9.6  |
| 2011-12   | UConn    | Big East Conference     | 34       | 21.5 | 2.7 | 5.5 | .495 | 0  | 0   | .000 | 1.2 | 2.1 | .569 | 4.8 | 0.3  | 0.1 | 1.3 | 1.2 | 1.8 | 6.7  |
| 2012-13   | Missouri | Southeastern Conference | 34       | 25.8 | 4.1 | 6.4 | .639 | 0  | 0   | .000 | 3.1 | 4.2 | .746 | 8.4 | 0.4  | 0.6 | 1.6 | 1.2 | 2.3 | 11.2 |